# Adelino Amaro da Costa
Adelino Manuel Lopes Amaro da Costa, né le 18 avril 1943 à Oeiras et mort le 4 décembre 1980 à Loures, est un homme d'État portugais membre du Centre démocratique et social (CDS).

## Biographie
Ingénieur civil de formation, il participe en 1974 à la fondation du CDS, dont il est le premier secrétaire général. En 1975, il est élu député, mandat qu'il retrouve en 1976, 1979 et 1980.
Le 3 janvier 1980, il est nommé à 36 ans ministre de la Défense nationale dans le gouvernement de coalition du Premier ministre libéral Francisco Sá Carneiro. Il meurt avec lui, dans un accident d'avion, le 4 décembre 1980.